# Aysel Teymurzade
Aysel Teymurzade (Aysel Teymurzadə en azéri), née le 25 avril 1989 à Bakou, est une chanteuse azérie de R'n'B qui fut choisie pour représenter l'Azerbaïdjan au Concours Eurovision de la chanson 2009 à Moscou en Russie. Aysel et Arash obtiennent la troisième position juste derrière l'Islande lors des résultats de l'Eurovision 2009.

## Biographie
Aysel Teymurzade est née dans la capitale azérie, Bakou le 25 avril 1989. Elle est la cadette d'une famille de trois enfants de parents journaliste et professeur d'université. Elle est la descendante d'Hasan bey Zardabi, illustre intellectuel du XIXe siècle, fondateur du premier journal en langue azéri. Elle commence à chanter dès l'âge de quatre ans et se passionne du piano depuis son enfance, ses parents possédaient un vieux piano du XVIIIe siècle. Elle a, du côté de sa grand-mère paternelle, des origines ukrainienne et russe.
Elle a obtenu son diplôme de L'Intellect Lyceum de Bakou et entrepris des études à la Texas High School, à Texarkana, au Texas. Dès son arrivée aux États-Unis, elle s'inscrit dans la chorale locale et s'entraina pour des compétitions de chants locaux. Elle remporte 3 médailles d'or à de prestigieux concours comme celui du Southern Arkansas University ou encore de l'Université du Texas à Austin. En 2005, elle participe à la saison 4 du concours azérie de la chanson Yeni Ulduz. En 2009, elle est diplômée en relations internationales de l'Université des Langues de l'Azerbaïdjan.
Elle termine à la troisième place, derrière la Norvège et l'Islande, à l'Eurovision 2009 à Moscou avec un surprenant duo avec le chanteur iranien Arash, au cours duquel ils interprètent la chanson Always.